# Raionisme
El raionisme o cubisme abstracte és un moviment artístic, síntesi de les primeres avantguardes del segle xx, com el cubisme i el futurisme. Es pot considerar iniciat al Saló de la lliure Esthétique de Moscou, el 1909, per Mikhail Larionov i Natalia Goncharova, que van aprofundir en l'estil a partir del 1913. També se l'ha associat a l'orfisme de Robert Delaunay (des del 1912).
Els llamps de colors que determinen l'estil, ordenats en rítmiques i dinàmiques seqüències (paral·lels, perpendiculars o convergents i divergents), construeixen l'espai pictòric.